# アガッツァーノ
アガッツァーノ（伊: Agazzano）は、イタリア共和国エミリア＝ロマーニャ州ピアチェンツァ県にある、人口約2,000人の基礎自治体（コムーネ）。

## 地理

### 位置・広がり

#### 隣接コムーネ
隣接するコムーネは以下の通り。
- ボルゴノーヴォ・ヴァル・ティドーネ
- ガッツォーラ
- グラニャーノ・トレッビエンセ
- ピアネッロ・ヴァル・ティドーネ
- ピオッツァーノ

### 気候分類・地震分類
アガッツァーノにおけるイタリアの気候分類 (it) および度日は、zona E, 2695 GGである。
また、イタリアの地震リスク階級 (it) では、zona 3 (sismicità bassa) に分類される。

## 行政

### 分離集落
アガッツァーノには、以下の分離集落（フラツィオーネ）がある。
- Bastardina, Cantone, Montebolzone, Rivasso, Sarturano, Tavernago, Verdeto